# Marco van Ginkel
Wulfert Cornelius "Marco" van Ginkel, född 1 december 1992, är en nederländsk fotbollsspelare som spelar för Vitesse. Han har även representerat det nederländska landslaget. 

## Karriär
Den 10 juli 2015 lånades van Ginkel ut av Chelsea till Stoke City på ett låneavtal över säsongen 2015/2016. I februari 2016 lånades han istället ut till PSV Eindhoven på ett låneavtal över resten av säsongen. Den 31 december 2016 förlängde van Ginkel sitt kontrakt i Chelsea med tre år och lånades samtidigt på nytt ut till PSV Eindhoven på ett låneavtal över resten av säsongen 2016/2017. Den 16 juli 2017 förlängdes låneavtal över ytterligare en säsong.
I juli 2018 genomgick van Ginkel en knäoperation och förväntas vara borta från spel i åtta månader. Han spelade därefter inga matcher på två säsonger, men förlängde trots detta sitt kontrakt i Chelsea med ett år i juni 2020. Den 6 oktober 2020 blev van Ginkel återigen utlånad till PSV Eindhoven på ett säsongslån. Den 18 juni 2021 blev van Ginkel klar för en permanent övergång till PSV Eindhoven, där han skrev på ett tvåårskontrakt.
Den 31 januari 2023 blev van Ginkel klar för en återkomst i Vitesse, där han skrev på ett 1,5-årskontrakt.

## Meriter
PSV Eindhoven
- Eredivisie: 2015/2016, 2017/2018